# Насау
Вижте пояснителната страница за други значения на Насау.
Насау (на английски: Nassau) е столицата на Бахамски острови.
Градът е разположен на остров Ню Провидънс, който е част от архипелага на Бахамските острови. Броят на населението му е 210 832 души (2006), което представлява около 70% от демографските ресурси на държавата (303 611). Насау е търговски и културен център, като в близост до него се намира международното летище „Линден Пиндлинг“.